# Joakim Reiter

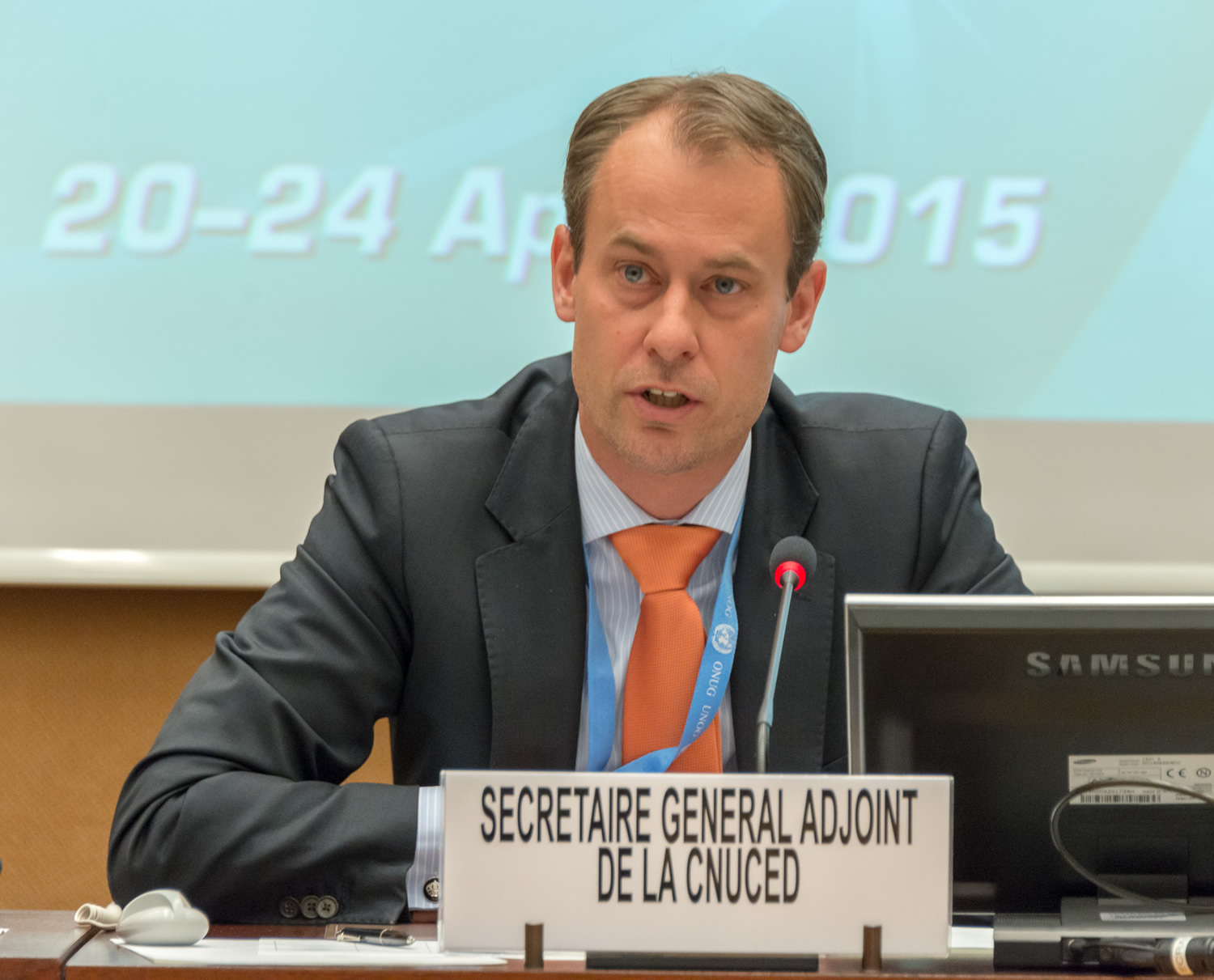
Joakim Reiter

Joakim Reiter tillträdde som ny Group External Affairs Director i Vodafone, och i bolagets ledningsgrupp, i april 2017. 
Han kommer närmast från FN. Han utnämndes av FN:s generalsekreterare Ban Ki-Moon i januari 2015 till assisterande generalsekreterare i FN och biträdande chef vid FN:s konferens för handel och utveckling (UNCTAD), Genève. Innan dess var han Departementsråd och enhetschef för Enheten för Internationell handelspolitik vid Utrikesdepartementet. Från 2011 till 2014 var Reiter ambassadör och Sveriges representant vid Världshandelsorganisationen, WTO. Reiter var tidigare (2008–2011) svensk delegat i handelspolitiska kommittén (ställföreträdande) i EU, vilken han också var ordförande för under Sveriges ordförandeskap 2009. Innan dess arbetade han vid Europeiska kommissionen, DG Handel, där han bland annat ansvarade för varuhandelsfrågor i EU:s förhandlingar med Korea och deltog i förhandlingar i WTO, liksom med Indien, Asean, AVS-länder m.fl. Under 2003–2004 var han rådgivare i internationella ekonomiska frågor vid Näringsministerns kansli (dåvarande minister var Leif Pagrotsky). Han har arbetat på Utrikesdepartementet sedan 2001 och dessförinnan vid Kommerskollegium.